# Todd Woodbridge
Todd Andrew Woodbridge (født 2. april 1971 i Sydney, Australien) er en mandlig tennisspiller fra Australien. Han var en af verdens bedste doublespillere i 1990'erne og begyndelsen af 2000'erne og vandt i løbet af sin karriere 22 grand slam-titler: 16 i herredouble og 6 i mixed double. Han vandt endvidere to OL-medaljer: guldmedalje i Atlanta i 1996 og sølvmedalje på hjemmebane i Sydney i 2000 – begge gange i herredouble med Mark Woodforde som makker. Todd Woodbridge var en del af det australske hold, der vandt Davis Cup i 1999 og 2003, og han blev fire gange kåret som ITF-verdensmester i herredouble: i 1996, 1997 og 2000 med Woodforde som makker og i 2001 med Jonas Björkman som makker.
Woodbridge vandt 83 ATP-turneringer i herredouble, heraf to ATP Tour World Championships og 18 ATP Tour Masters 1000-titler, og 2 ATP-singletitler.
Han var nr. 1 på ATP's verdensrangliste i herredouble i 204 uger i perioden 1992-2001, hvoraf den længste sammenhængende periode var 125 uger i træk fra 6. november 1995 til 29. marts 1998. Hans bedste placering på singleranglisten var nr. 19 den 14. juli 1997
Han blev i 2010 valgt ind i International Tennis Hall of Fame, og sammen med Mark Woodforde blev han i 2014 tildelt Philippe Chatrier-prisen af International Tennis Federation for deres indsats for tennissporten.